# Wing Commander 2
Wing Commander II – Vengeance of the Kilrathi ist eine Weltraumactionsimulation der Wing-Commander-Serie von Origin Systems. Es erschien ein Jahr nach seinem Vorgänger im Jahr 1991, exklusiv für DOS. Maßgeblich verantwortlich für die Entwicklung des Spiels war wie zuvor Chris Roberts. Dieser legte für Wing Commander II den Schwerpunkt wesentlich stärker auf das Erzählen einer interaktiven Geschichte. Das Spiel setzt die Geschichte um den Spielercharakter des ersten Teils fort. Im Abwehrkampf gegen die Kilrathi gilt es, den geheimen Standort des Kilrathi-Hauptquartiers im Enigma-Sektor ausfindig zu machen. Neben den Aggressoren bedroht jedoch auch ein unbekannter Saboteur und Spion unter der Besatzung den Erfolg der Mission.

## Handlung
Nach dem ersten Konflikt mit den Kilrathi operiert die „Tiger’s Claw“ 2656 im Enigma-Sektor und plant eine Kampagne, die das Aufspüren und die Vernichtung der geheimen Kilrathi-Weltraumbasis „K'tithrak Mang“ zum Ziel hat. Doch sie fällt dem Angriff eines neuartigen Typs von Stealth-Jägern zum Opfer. Nur wenige bereits zuvor abkommandierte Piloten entkommen der Vernichtung. Der Spielercharakter, dessen Name vom Spieler wie im Vorgänger selbst bestimmt werden darf – in späteren Teilen wird er kanonisch als Christopher „Maverick“ Blair identifiziert –, überlebt, weil er sich zum Zeitpunkt des Angriffs auf Patrouillenflug befand. Doch Admiral Tolwyn ist der Meinung, dass er ein Verräter und dadurch verantwortlich für die Zerstörung des Trägerschiffs sei. Als er sich weigert, ein freiwilliges Rücktrittsgesuch zu unterzeichnen, wird er kurzerhand degradiert und zum Wacheschieben auf einen abgelegenen Außenposten verlegt. Die Kilrathi verlieren bei einer Schlacht einen Forschungshangar, die Tarn-Technologie wird um Jahre zurückgeworfen. Da deswegen jahrelang keine weiteren Stealth-Jäger und -Bomber der Kilrathi gesichtet werden, wird dem Spielercharakter seine Geschichte erst recht nicht geglaubt. 2665 hat er seine Vergangenheit als Flieger-Ass beinahe bereits vergessen, als kilrathische Jäger im Sektor erscheinen und die in ein Rückzugsgefecht verwickelte „TCS Concordia“, Tolwyns Flaggschiff, an den Rande der Vernichtung bringen. Durch die Rettung des Trägers erreicht der Spielercharakter seine Wiederzulassung zum aktiven Pilotendienst und wird auf die „Concordia“ versetzt.
Blair begegnet an Bord der „Concordia“ alten Bekannten, wie den Piloten Jeannette „Angel“ Devereaux, Mariko „Spirit“ Tanaka, Zachary „Jazz“ Colson oder dem übergelaufenen Kilrathi Ralgha „Hobbes“ nar Hhallas (vgl. Handlung des Add-ons Wing Commander – The Secret Missions 2). Angel und der Spielercharakter kommen sich dabei im Laufe des Spieles näher. Die weitere Handlung des Spiels dreht sich um die Suche nach der Raumstation „K'tithrak Mang“, die neue Stealth-Technologie der Kilrathi und einen Verräter in den Reihen der „Concordia“-Besatzung, der die Operation des Trägers mehrfach sabotiert. Denn obwohl der Spielercharakter im Verlauf der Kampagne schließlich auf Stealth-Jäger trifft, kann er wegen der Zerstörung oder Fehlfunktion seines Flugschreibers lange Zeit keinen Beweis für seine Behauptungen vorlegen. Im Verlauf des Spiels entpuppt sich schließlich Jazz als der Verräter, der sich für das Versagen der „Tiger’s Claw“ bei der Rettung der Goddard-Kolonie vor dem Vernichtungsangriff der Kilrathi (vgl. Handlung des Add-ons Wing Commander – The Secret Missions), dem auch sein Bruder zum Opfer fiel, an allen Beteiligten rächen will. Der Spielercharakter kann im Laufe der Missionen schließlich die Existenz der Stealth-Jäger beweisen, den Standort von „K'tithrak Mang“ ausfindig machen und die Station im Finale des Spiels vernichten. Er besiegt dabei auch Kronprinz Thrakhath nar Kiranka, der letztlich jedoch lebend in einer Rettungskapsel entkommen kann.
Neben diesem kanonischen Ende gibt es ein alternatives Endszenario bei schwacher Spielerleistung, wonach die „Concordia“ in das Gwynedd-System zurückspringt und eine große Angriffsflotte zerstört, die Kurs auf das Sonnensystem genommen hat. „K'tithrak Mang“ wird in diesem Fall nicht zerstört.

## Spielprinzip
Wing Commander II entspricht spielerisch wie technisch weitestgehend dem Vorgänger. Das Spiel setzt jedoch wesentlich stärker als der erste Teil auf die Erzählung einer fortlaufenden Handlung. Dadurch entfällt der verzweigte Missionsbaum des Vorgängers zugunsten eines linearen Drehbuchs mit wenig Entscheidungsfreiheiten. Flügelpiloten können im Gefecht nicht mehr sterben, sondern betätigen bei extremen Schäden den Schleudersitz. Ausnahme bilden inszenierte Abschüsse im Rahmen des Drehbuchs. Auch die Beförderungen und Auszeichnungen wie im Vorgänger wurden aus dem Spiel herausgenommen.
Bei den Raumjägern wurde lediglich ein Typus aus dem Vorgänger übernommen. Stattdessen wurden vier neue Jägertypen hinzugefügt, darunter ein sogenannter Bomber mit drei Geschützstationen, die im Gefecht ebenfalls vom Spieler bedient werden können. Bei der Bewaffnung wurden Torpedos und sogenannte Chaff-Pods hinzugefügt. Letztere dienen zur Abwehr feindlicher Raketen, Torpedos hingegen sind die einzig wirksame Angriffswaffe gegen die Schilde von Großkampfschiffen oder Raumstationen.

## Entwicklung
Wing Commander II wurde als interaktiver Film beworben, eine Bezeichnung, die auch für die nachfolgenden Teile beibehalten wurde. Roberts ging es bereits hier vor allem um eine noch stärkere Inszenierung einer filmartigen Handlung.

“With the first game we had ideas about real characters and cinematic conventions, but the story arc and character development were pretty basic. Based on the success of WC1 we realised we could exploit the medium to take the story to another level – essentially tell a good old-fashioned space opera inside the game. That's what we set out to do with WC2.”

„Für das erste Spiel hatten wir Ideen zu echten Charakteren und Filmkonventionen, aber der Handlungsbogen und die Charakterentwicklung waren sehr einfach gestaltet. Basierend auf dem Erfolg von Wing Commander I realisierten wir jedoch, dass wir das Medium noch stärker nutzen konnten, um die Handlung auf eine neue Stufe anzuheben – hauptsächlich um eine gute, alte Weltraum-Oper innerhalb des Spiels zu erzählen. Das war es, was wir uns für Wing Commander II als Ziel gesteckt hatten.“

Origin hatte die Engine noch einmal aufpoliert, was dadurch aber wesentlich höhere Rechenleistung als der erste Teil erforderte. Das Spiel wurde ursprünglich auf acht 5,25″ HD-Disketten oder sieben 3,5″-HD-Disketten bzw. 14 3,5" DD-Disketten ausgeliefert. Die auffälligste neue Funktionalität war die durch das separat erhältliche, drei 3,5" bzw. 5,25" HD-Disketten umfassende Speech Accessory Pack bestehende Option, den Bildschirmtext im Spielgeschehen und den Zwischensequenzen wahlweise durch digitale Sprachausgabe zu ersetzen. Allerdings wurden in diesem Fall die Untertitel ausgeblendet.
Die Zwischensequenzen wurden unter Zuhilfenahme des Rotoskopie-Verfahrens erzeugt. Die Aufnahmen entstanden mit einem Camcorder, als Bewegungsdouble fungierten Origin-Mitarbeiter. Die Aufnahmen wurden anschließend mit Hilfe von Deluxe Paint per Hand übermalt. Die Musik des zweiten Teils stammte ebenfalls von George Alistair „The Fatman“ Sanger.

## Rezeption
Wing Commander II wurde als gute Fortführung seines Vorgängers bewertet und erhielt sehr gute Wertungen. Negativ fielen insbesondere die langen Installationszeiten von Diskette auf, die sich je nach Hardwareleistung auf 1,5 bis 2 Stunden belaufen konnten. Aufgrund der gesprochenen Dialoge avancierte Wing Commander zu einem maßgeblichen Verkaufsargument für Creative Labs' Sound-Blaster-Audiokarte. In der CD Player 1/1994 bekam die Deluxe Version von Wing Commander II eine Wertung von 78 Punkten. Die Deluxe Version enthält die beiden Add-Ons Special Operations 1 & 2, sowie das Speech Accessory Pack auf CD-ROM.

## Add-ons

### Special Operations 1
Die erste Erweiterung beinhaltet 16 Missionen mit einer eigenständigen Handlung und erschien im selben Jahr wie das Hauptspiel. Der Spielercharakter wird zusammen mit „Hobbes“ in die Special Operations Division unter Leitung seines früheren Pilotenkollegen James „Paladin“ Taggart versetzt, um die dem Kilrathi-Imperium abtrünnige Kolonie Gorah’Khar und einige andere rebellierende Planeten in ihren Unabhängigkeitsbemühungen zu unterstützen. Hierbei kommt erstmals der experimentelle und schwer bewaffnete Jagdbomber „Crossbow“ zum Einsatz. Ebenso wird der Charakter Jason „Bear“ Bondarevsky eingeführt, der in einigen späteren Wing-Commander-Romanen eine Hauptrolle einnimmt. Es gelingt der Föderation letztlich, die abtrünnigen Kolonien vor den Angriffen des Imperiums zu bewahren. Dabei tötet der Spielercharakter unter anderem auch Khasra „Redclaw“ nar Kiranka, einen Cousin Prinz Trakaths und Anführer der Angriffe auf Gorah’Khar. Doch durch die Konzentration der Konföderation auf den Bereich um die Kilrathi-Kolonie gelingt es den Kilrathi unter Prinz Trakath unterdessen, das Konföderations-Hauptquartier im Deneb-Sektor zu erobern und die Konföderationsstreitkräfte in diesem Bereich entscheidend zu schwächen.

### Special Operations 2
Die zweite Erweiterung besteht ebenfalls aus 16 Missionen und einer neuen, eigenständigen Handlung. Sie erschien 1992. Zachary „Jazz“ Colson, der im Grundspiel enttarnte Verräter, wird zum Tode verurteilt und sein Gefangenentransporter „Bastille“ vom Spielercharakter eskortiert. Die „Bastille“ wird jedoch von einer menschlichen Splittergruppe, den Mandarins, überfallen und Colson befreit. Die Mandarins sind Abtrünnige der Konföderation, die von den Kilrathi unterstützt werden. Es gelingt ihnen, den Prototyp eines neuen Kampfjägers namens „Morningstar“ zu stehlen, den sie den Kilrathi zu übergeben beabsichtigen. Der Spieler begibt sich auf die Jagd nach den Verrätern, vernichtet im Verlauf den Stützpunkt der Mandarins und besiegt in der letzten Mission auch Colson endgültig. Trotz des Erfolgs des Spielers im Kampf gegen die Abtrünnigen verliert die Konföderation jedoch vollends die Kontrolle über den Deneb-Sektor an die Kilrathi.